# 675

## Събития
- Хилдерих II, бременната му жена и сина му Дагоберт са убити при заговор с причина неразбирателство в двореца между австразийската и неустрийската партия.

## Родени
- Тервел

## Починали
- Хилдерих II, крал на франките.